# Arty (vương hậu)
Arty là một công chúa, đồng thời là vương hậu của cả Vương quốc Kush và Ai Cập cổ đại thời kỳ Vương triều thứ 25.

## Tiểu sử
Arty là một người con gái của pharaon Piye và là người vợ duy nhất được biết đến của pharaon Shebitku. Shebitku và Arty có mối quan hệ họ hàng với nhau, vì Shebitku được nghĩ là một người con hoặc em trai của vua Piye.
Arty chỉ được biết đến nhờ vào bức tượng mang mã hiệu JE 49157 được tìm thấy tại Karnak. Bức tượng này thuộc sở hữu của Đại tư tế Haremakhet. Tên của bà được đề cập trên phần đế của bức tượng.
Bà được an táng trong ngôi mộ Ku.6 thuộc khu nghĩa trang el-Kurru.